# Crobilocerus persianus
Crobilocerus persianus är en tvåvingeart som beskrevs av Geller-grimm och Hradsky 1999. Crobilocerus persianus ingår i släktet Crobilocerus och familjen rovflugor.
Artens utbredningsområde är Iran. Inga underarter finns listade i Catalogue of Life.